# Dothideomycetidae
Dothideomycetidae P.M. Kirk, P.F. Cannon, J.C. David & Stalpers ex C.L. Schoch, Spatafora, Crous & Shoemaker – podklasa Dothideomycetes – grzybów z typu workowców (Ascomycota).

## Charakterystyka
Dothideomycetidae to jedna z trzech do tej pory opisanych podklas Dothideomycetes. Należące do niej gatunki charakteryzują się tym, że w płciowych strukturach pomiędzy workami nie występują wstawki, nibywstawki ani parafyzoidy.

## Systematyka
Według aktualizowanej klasyfikacji Index Fungorum bazującej na Dictionary of the Fungi do podklasy Dothideomycetidae należą:
- rząd Asterinales M.E. Barr ex D. Hawksw. & O.E. Erikss. 1986
- rząd Asterotexales Firmino, O.L. Pereira & Crous 2015
- rząd Aureoconidiellales Hern.-Restr. & Crous 2020
- rząd Capnodiales Woron. 1925
- rząd Dothideales Lindau 1897
- rząd Kirschsteiniotheliales Hern.-Restr., R.F. Castañeda, Gené & Crous 2017
- rząd Lembosinales Crous 2019
- rząd Microthyriales G. Arnaud 1918
- rząd Muyocopronales Mapook, Boonmee & K.D. Hyde 2016
- rząd Mycosphaerellales P.F. Cannon 2001
- rząd Myriangiales Starbäck 1899
- rząd Phaeothecales Abdollahz. & Crous 2020
- rząd Stigmatodiscales Voglmayr & Jaklitsch 2016
- rząd Strigulales Lücking, M.P. Nelsen & K.D. Hyde 2013
- rząd Tubeufiales Boonmee, Rossman & K.D. Hyde 2013
- taksony Incertae sedis:
  - rodzina Pleomonodictydaceae Hern.-Restr., J. Mena & Gené 2017
  - rodzina Testudinaceae Arx 1971
  - rodzina Vizellaceae H.J. Swart 1971
  - rodzaje: Aenigmatomyces R.F. Castañeda & W.B. Kendr. 1994, Mycoporopsis Müll. Arg. 1885, Wongia Khemmuk, Geering & R.G. Shivas 2016

Nazwy naukowe według Index Fungorum.